# Rockland All Saints and St Andrew

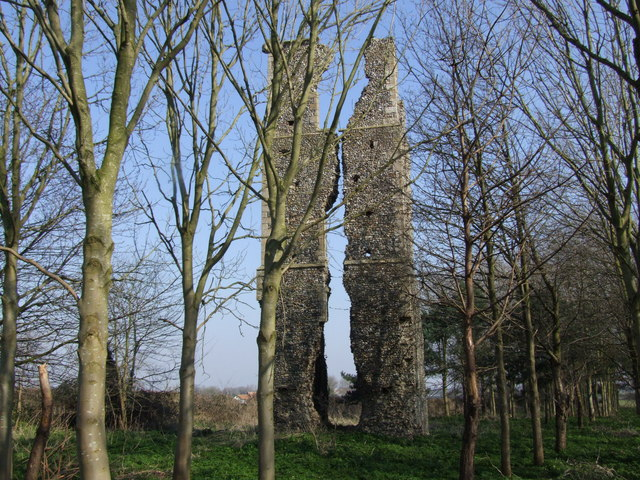
Rockland St Andrew

Rockland All Saints and St Andrew var en civil parish 1885–1935 när det uppgick i Rocklands, i grevskapet Norfolk i England. Civil parish var belägen 6 km från Attleborough och hade 306 invånare år 1931. Byar nämndes i Domedagsboken (Domesday Book) år 1086, och kallades då Rokelun(d)lunt.